# Katherine Helmond
Katherine Marie Helmond (Galveston, Texas, 1929. július 5. – Los Angeles, Kalifornia, 2019. február 23.) kétszeres Golden Globe-díjas amerikai színésznő. Legnagyobb szerepe Terry Gilliam Brazil című kultfilmjének harmadik főszerepe, amelyben a főhős Sam Lowry édesanyját Mrs. Ida Lowryt alakítja.

## Filmjei

### Mozifilmek
- Believe in Me (1971)
- A kórház (The Hospital) (1971)
- Hindenburg (1975)
- Családi összeesküvés (Family Plot) (1976)
- Időbanditák (Time Bandits) (1981)
- Brazil (1985)
- Shadey (1985)
- A vasmacska kölykei (Overboard) (1987)
- A fehérruhás hölgy (Lady in White) (1988)
- Vörös villamos (Inside Monkey Zetterland) (1992)
- A galamb röpte (The Flight of the Dove) (1995)
- Félelem és reszketés Las Vegasban (Fear and Loathing in Las Vegas) (1998)
- The Perfect Nanny (2000)
- Black Hole (2002)
- Verdák (Cars) (2006, hang)
- Verdák 2. (Cars 2) (2011, hang)
- Collaborator (2011)
- Verdák 3. (Cars 3) (2017, hang)
- Frank and Ava (2018)

### Tv-filmek
- The Autobiography of Miss Jane Pittman (1974)
- The Legend of Lizzie Borden (1975)
- Amerika csalogánya (Rosie: The Rosemary Clooney Story) (1982)
- Elválunk, szerelmem? (When Will I Be Loved?) (1990)
- Testvérharc (The Perfect Tribute) (1991)
- Liz: Elizabeth Taylor élettörténete (Liz: The Elizabeth Taylor Story) (1995)
- Hogyan fogjunk gazdag feleséget? (How to Marry a Billionaire: A Christmas Tale) (2000)
- Gyilkos félelem (Living in Fear) (2001)
- Partymikulás (Mr. St. Nick) (2002)
- Nagypapát kérek Karácsonyra! (A Grandpa for Christmas) (2007)

### Tv-sorozatok
- Soap (1977–1981, 88 epizódban)
- Petrocelli (1976, egy epizódban)
- Benson (1979, 1983, két epizódban)
- Szerelemhajó (The Love Boat) (1981, 1986, három epizódban)
- Faerie Tale Theatre (1983, egy epizódban)
- Ki a főnök? (Who's the Boss?) (1984–1992, 196 epizódban)
- Coach (1995–1997, 19 epizódban)
- Szeretünk, Raymond (Everybody Loves Raymond) (1996–2004, 14 epizódban)
- Glades – Tengerparti gyilkosságok (Glades) (2010, egy epizódban)
- Melissa és Joey (Melissa & Joey) (2010, egy epizódban)
- True Blood – Inni és élni hagyni (True Blood) (2011, egy epizódban)
- Harry's Law (2011, egy epizódban)
- Matuka meséi (Cars Toons: Mater's Tall Tales) (2012, hang, egy epizódban)

## Díjai
- Golden Globe-díj
  - Legjobb női főszereplő (komédia vagy musical tévésorozat) (1980)
  - Legjobb női mellékszereplő (televíziós sorozat, televíziós minisorozat vagy tévéfilm) (1989)